# Чемпіонат СРСР з футболу 1951 (клас «А»)
Сезон 1951 року у класі «А» чемпіонату СРСР з футболу — 13-й в історії турнір у вищому дивізіоні футбольної першості Радянського Союзу. Тривав з 1 квітня по 27 вересня 1951 року. Участь у змаганні узяли 15 команд, 3 гірших з яких за результатами сезону полишили елітний дивізіон.
Переможцем сезону стала команда ЦБРА (Москва), для якої ця перемога у чемпіонаті стала 5-ю в історії.
| Чемпіон СРСР 1951       |
| ----------------------- |
| ЦБРА (Москва) 5-й титул |

## Підсумкова таблиця
| М  | Команда                | І  | В  | Н  | П  | М     | О  |
| -- | ---------------------- | -- | -- | -- | -- | ----- | -- |
|    | ЦБРА (Москва)          | 28 | 18 | 7  | 3  | 53-19 | 43 |
|    | «Динамо» (Тбілісі)     | 28 | 15 | 6  | 7  | 59-36 | 36 |
|    | «Шахтар» (Сталіно)     | 28 | 12 | 10 | 6  | 44-30 | 34 |
| 4  | «Крила Рад» (Куйбишев) | 28 | 11 | 12 | 5  | 34-25 | 34 |
| 5  | «Динамо» (Москва)      | 28 | 13 | 6  | 9  | 62-41 | 32 |
| 6  | «Спартак» (Москва)     | 28 | 13 | 5  | 10 | 50-35 | 31 |
| 7  | «Зеніт» (Ленінград)    | 28 | 10 | 8  | 10 | 36-40 | 28 |
| 8  | «Динамо» (Київ)        | 28 | 9  | 9  | 10 | 43-39 | 27 |
| 9  | «Динамо» (Ленінград)   | 28 | 11 | 5  | 12 | 46-53 | 27 |
| 10 | ВПС (Москва)           | 28 | 11 | 4  | 13 | 44-56 | 26 |
| 11 | «Даугава» (Рига)       | 28 | 9  | 7  | 12 | 44-44 | 25 |
| 12 | «Торпедо» (Москва)     | 28 | 8  | 8  | 12 | 37-48 | 24 |
| 13 | ВМС (Москва)           | 28 | 7  | 9  | 12 | 30-50 | 23 |
| 14 | «Спартак» (Тбілісі)    | 28 | 7  | 2  | 19 | 32-56 | 16 |
| 15 | «Торпедо» (Горький)    | 28 | 4  | 6  | 18 | 20-62 | 14 |

## Бомбардири
16 — Автанділ Гогоберідзе («Динамо» Тб)
15 — Костянтин Бєсков («Динамо» М), Олександр Пономарьов («Шахтар»)
14 — Федір Дашков («Динамо» К)
13 — Сергій Коршунов (ВПС), Олексій Колобов («Динамо» Лд)
12 — Заур Калоєв («Спартак» Тб), Віктор Жилін («Зеніт»)
10 — Геннадій Бондаренко («Динамо» Лд), Павло Віньковатов («Динамо» К), Олексій Гринін (ЦБРА), Микита Симонян («Спартак» М), В'ячеслав Соловйов (ЦБРА), Василь Трофімов («Динамо» М), Віктор Ворошилов («Крила Рад»)

## Ігри, голи
| 1. ЦБЧА (Москва) |
| Воротарі: Володимир Никаноров (19, 10п), Віктор Чанов (9, 9п). Захисники: Віктор Чистохвалов (28), Юрій Нирков (27), Анатолій Башашкін (26), Андрій Крушенок (3). Півзахисники: Олександр Петров (27, 3), Олексій Водягін (26, 2), Михайло Родін (4). Нападники: Володимир Дьомін (27, 7), Олексій Гринін (26, 10), Валентин Ніколаєв (25, 7), В'ячеслав Соловйов (23, 10), Борис Коверзнєв (18, 7), Віктор Чайчук (15, 1), Олексій Зайцевський (10, 1), Володимир Єлизаров (5, 1) Віктор Пономарьов (1, 1), Микола Сенюков (1, 1). Автоголи: Дегтярьов («Шахтар»), Кіладзе («Динамо» Тб). Тренер: Борис Аркадьєв.                                                |
| 2. «Динамо» (Тбілісі) |
| Воротарі: Володимир Марганія (25, 29п), Шота Кітія (5, 7п). Захисники: Володимир Елошвілі (27), Ніязі Дзяпшина (23), Ібрагім Сарджвеладзе (16), Джумбер Русадзе (9). Півзахисники: Віктор Панюков (23), Георгій Антадзе (22, 4), Арчил Кіладзе (20, 2), Реваз Махарадзе (10, 1). Нападники: Костянтин Гагнідзе (27, 9), Микола Тодрія (23, 5), Автанділ Гогоберідзе (21, 16), Михайло Джоджуа (19, 4), Автанділ Чкуаселі (17, 3), Юрій Вардиміаді (15, 6), Андрій Зазроєв (12, 3), Гіві Джавахадзе (6, 1), Автанділ Пайчадзе (4, 2), Борис Пайчадзе (2, 1). Автоголи: Гугунава, Катанов (обидва — «Спартак» Тб). Тренер: Михайло Якушин.                          |
| 3. «Шахтар» |
| Воротарі: Євген Пєстов (16, 17п), Юрій Петров (16, 13п). Захисники: Микола Дегтярьов (28), Микола Самарін (28), Павло Іванчук (23), Михайло Іванов (8), Микола Вардиміаді (4), Віктор Мар'єнко (2). Півзахисники: Олександр Алпатов (26, 1), Володимир Гавриленко (25, 2), Іван Костинчак (1). Нападники: Олександр Пономарьов (28, 15), Леоніл Савінов (28, 6), Віктор Фомін (28, 5), Дмитро Іванов (27, 8), Віктор Колесников (26, 2), Олег Жуков (9, 4), Михайло Зайцев (2), Володимир Попов (1). Тренер: Віктор Новиков. |
| 8. «Динамо» (Київ) |
| Воротарі: Олег Макаров (26, 35п), Анатолій Зубрицький (1, 4п), Євген Лемешко (1). Захисники: Віталій Голубєв (28), Микола Голяков (27), Абрам Лерман (25). Півзахисники: Ернест Юст (25), Михайло Михалина (24, 1), Олександр Принц (7), Микола Гаврилюк (6, 1), Віктор Севастьянов (4). Нападники: Федір Дашков (28, 14), Дезидерій Товт (25, 4), Павло Віньковатов (24, 10), Георгій Пономарьов (24, 2), Михайло Коман (18, 7), Володимир Богданович (9), Золтан Сенгетовський (7, 3), Олександр Щанов (6), Анатолій Богданович (5), Олександр Малявкін (5), Казбек Маргішвілі (5), Микола Таранець (2). Автогол: Сафронов («Торпедо» Г). Тренер: Олег Ошенков. |